# Flatey
Flatey (/ˈflaːtɛ/ⓘ) es la isla más grande de un archipiélago de unas cuarenta islas grandes e islotes situados en Breiðafjörður en la parte noroeste de Islandia. Flatey y sus islas circundantes fueron creadas según se cree a partir de un gran glaciar durante la era de hielo. En términos de tamaño, Flatey es de unos 2 kilómetros de largo y de alrededor de 1 kilómetro de ancho, de los cuales la mayoría son tierra plana (de ahí su nombre, que significa "isla plana" en islandés), con apenas algunas colinas.
Tiene una vivienda de temporada, pero la mayoría de las casas no están ocupadas, excepto durante el verano. En invierno, la población total de la isla es de cinco personas. A pesar de esto, Flatey solía ser uno de los principales centros culturales de Islandia, con su monasterio que ya no existente (fundado en 1172) en su punto más alto. El nombre del Flateyjarbók, el mayor y uno de los más bellos manuscritos medievales, significa justamente 'el libro de Flatey'. A mediados del siglo XIX, la isla seguía siendo un centro cultural y artístico.